# بزم عالم سلطان
بزم عالم سلطان، همسر سلطان محمود دوم (۱۸۰۸ – ۱۸۳۹) و والده سلطان سلطان عبدالمجید یکم (۱۸۳۹ – ۱۸۶۱) بود. او یک یهودی گرجی‌تبار بود.